# JSLint
JSLint是一個在软件开发中確認JavaScript源代码代码风格的靜態程序分析，可透過网络应用程序jslint.com及命令行界面來進行分析，由道格拉斯·克羅克福特於2002年建立。

## 授權條款
JSLint曾使用由MIT許可證衍伸而來的JSLint許可證，兩者的差別在於JSLint許可證多出了一句話"The Software shall be used for Good, not Evil."。
根據自由软件基金会的說法，該條款使JSLint變相成為专有软件。此條款同時阻止了JSLint相關的軟體託管在Google Code上，也阻止了Debian自由軟體儲存庫綑綁JSLint。根據Crockford的說法，基於此一限制，IBM在2011年向Crockford申請了惡作劇用的許可證，以便其客戶可以使用JSLint。
2021年起，JSLint改使用自由软件基金会及开放源代码促进会批准的Unlicense許可證。

## 影響
多數人認為JSLint是第一個JavaScript語法分析器，並激發了往後其他類似工具的誕生。
2011年，Anton Kovalyov創建了一個分支，並命名為JSHint。作者解釋，創建JSHint的原因是想為開發人員提供一種“不那麼執著”和“更容易配置”的方式來分析代碼。
2013年，Nicholas C. Zakas創建了ESLint。作者解釋，由於JSLint和JSHint都無法創建額外的編程規範和代码风格規則，在為JSHint做出貢獻後，Zakas決定創建一個新的語法分析器。ESLint所有規則都是可配置的，並且可以在執行期定義或加載其他規則。同時，ESLint還支持分析最新版本的JavaScript，即ECMAScript 2015及更高版本。
2014年，Marat Dulin創建了“JSCS”。2016年，JSCS團隊併入了ESLint項目，同時停止JSCS工具的維護。
2015年，SitePoint發布了一項對ESLint、JSLint、JSHint和JSCS四個項目的比較，其結果為ESLint優於其他三個語法分析器。2016年，CodeKit還稱讚ESLint“發現了更多問題”、“可配置性更高”以及成為JavaScript語法分析器的“行業標準”。
2016年，Palantir Technologies建立了TSLint，即TypeScript專用的ESLint。2019年，TSLint併入ESLint，成為ESLint的插件typescript-eslint。

## 延伸閱讀
- Doernhoefer, Mark. . SIGSOFT Softw. Eng. Notes. 2006, 31 (4): 16–24  [2010-03-12]. doi:10.1145/1142958.1142972.
- Appendix C of Crockford, Douglas.  1. O'Reilly Media. May 2008. ISBN 0-596-51774-2.
- Section 'Performing JavaScript Syntax Checking with JSLint', Pages 143-145 of Asleson, Ryan; Nathaniel T. Schutta.  1. Apress. 2005-10-14. ISBN 1-59059-582-3.

## 外部連結
- 官方网站